# Mulotage

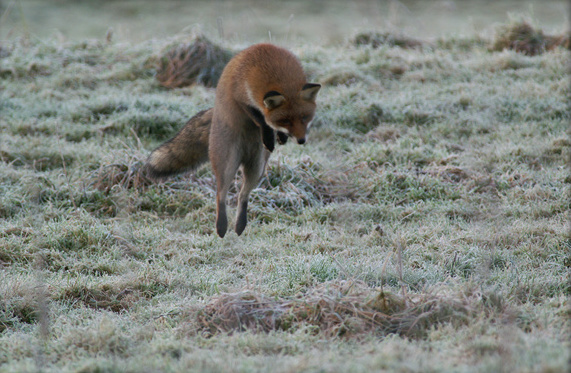
Renard pratiquant un mulotage.

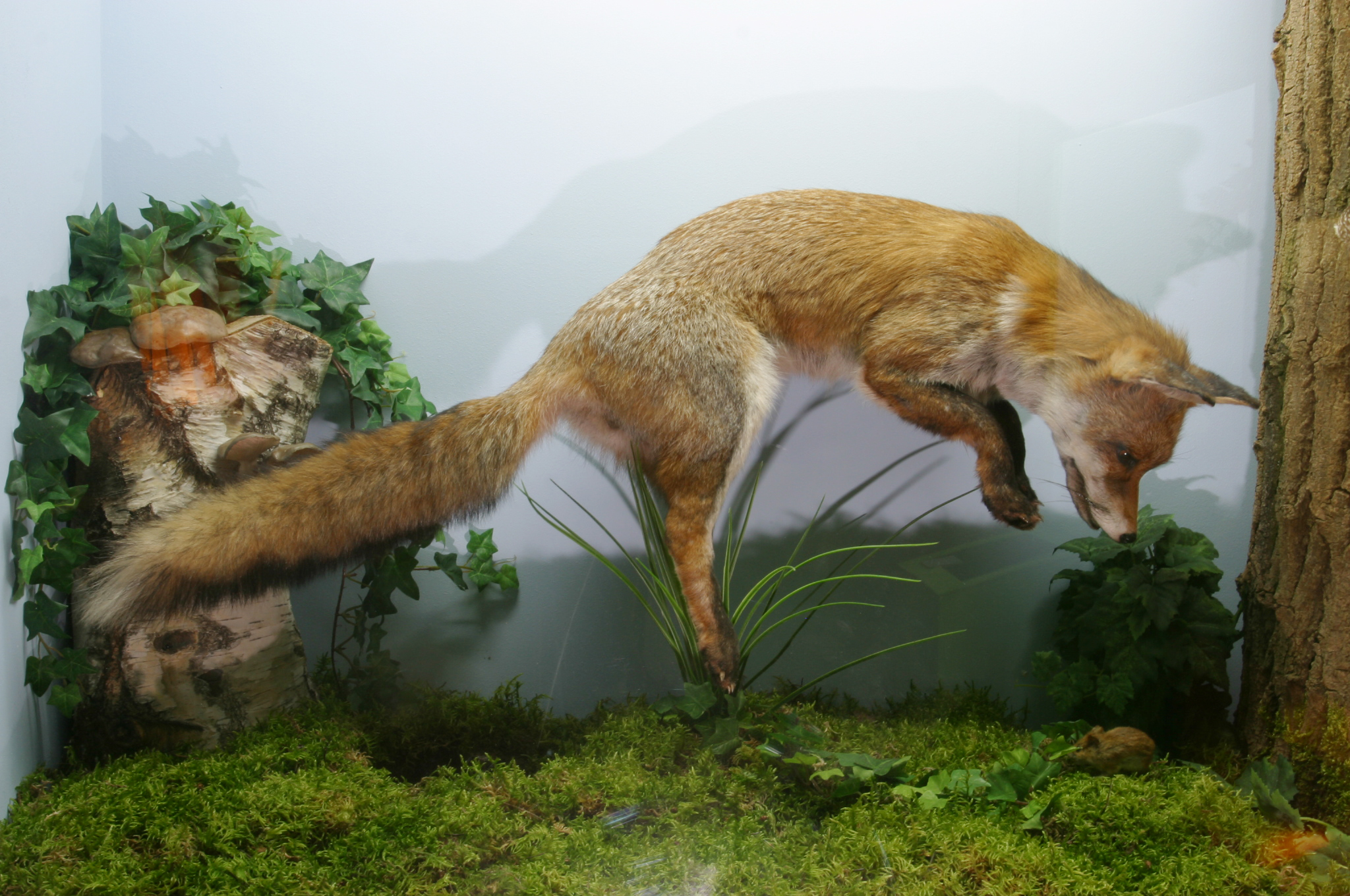
Un mulotage reconstitué.

Le mulotage est une technique de chasse utilisée notamment par les renards.
Elle consiste à sauter pour retomber pattes en avant sur une proie, généralement un rongeur.
La période des moissons, lorsque les champs viennent d'être fauchés, rend les proies bien plus faciles à repérer. C'est à l'oreille, qu'il a particulièrement fine, que le carnivore localise sa victime. D'un coup, il s'élance en l'air et retombe exactement sur sa proie qu'il immobilise avec ses pattes de devant.